# Yrétha Silété
 (mai 2019).
Si vous disposez d'ouvrages ou d'articles de référence ou si vous connaissez des sites web de qualité traitant du thème abordé ici, merci de compléter l'article en donnant les références utiles à sa vérifiabilité et en les liant à la section « Notes et références ».
Yrétha Silété (née le 27 août 1994 à Melun en Île-de-France) est une patineuse artistique française. Elle est double championne de France (2011 et 2012).

## Biographie

### Les débuts
Elle devient successivement championne de France minime en 2008, championne de France novice en 2009, vice-championne de France junior en 2009.
Même en étant encore junior, Yrétha Silété participe pour la première fois aux championnats de France élites à Colmar en décembre 2008. Elle n'a alors que quatorze ans et se classe 6e.

### Saison 2009/2010
Elle patine son programme court sur la chanson The Great Gig in the Sky des Pink Floyd, et sur Roméo et Juliette de Piotr Ilitch Tchaïkovski pour son programme long.
Pour ses seconds championnats de France organisés à Marseille en décembre 2010, elle progresse dans la hiérarchie nationale en prenant la 4e place. Trois mois plus tard, en mars 2011, elle devient vice-championne de France junior, derrière Léna Marrocco.

### Saison 2010/2011
Elle décide de conserver son programme court sur la chanson The Great Gig in the Sky des Pink Floyd et modifie son programme long en prenant la BO du film Les Aventures extraordinaires d'Adèle Blanc-Sec d'Éric Serra.
En décembre 2010, elle devient Championne de France 2011 à Tours devançant Lénaëlle Gilleron-Gorry et Maé-Bérénice Meité. La FFSG (Fédération française des sports de glace) décide de l'envoyer pour la première fois aux championnats du monde junior de mars 2011 à Gangneung en Corée du Sud, où elle prend la 11e place, comme sa compatriote Léna Marrocco la saison précédente.

### Saison 2011/2012
Elle choisit de patiner sur la BO de Black Swan de Clint Mansell et Piotr Ilitch Tchaïkovski pour son programme court ; et Xotica de René Dupéré pour son programme long.
La fédération la sélectionne pour la première fois pour participer à une épreuve du Grand Prix ISU senior, le Trophée Éric Bompard, où elle prend la 8e place. En décembre, elle conserve son titre national aux championnats de France à Dammarie-lès-Lys, ce qui lui permet de participer à ses premiers championnats d'Europe, en janvier 2012 à Sheffield. Elle se classe dans le top 10 continental en prenant la 9e place et première française, ce qui lui permet de participer à ses premiers championnats du monde seniors, en mars 2012 à Nice où elle se hisse à la 12e place.

### Saison 2012/2013
Victime d'une rupture du ligament croisé gauche lors d'un entraînement à Courchevel le 10 août 2012, elle doit subir successivement une opération fin août et une rééducation au centre hospitalier d'Hauteville-Lompnes en septembre. Cette blessure l'empêche de participer à toutes les compétitions de la saison. Elle ne peut donc pas défendre son double titre national aux championnats de France à Strasbourg.

### Saison 2013/2014
Elle reprend les entraînements en mars 2013, mais doit subir une seconde opération en août de la même année, ce qui l'éloigne une nouvelle fois des compétitions pour la saison 2013/2014. Elle revient aux entraînements au début de l'année 2014, participe à la Summer Cup en été, et y obtient un bon score encourageant pour son retour au haut niveau. Mais en novembre 2014, elle prend la décision d'arrêter sa carrière amateur, les deux années très difficiles qu'elle a traversées ayant laissé des traces mentalement.

## Palmarès
| Compétition/Saison            | 2009    | 2010    | 2011    | 2012    | 2013    | 2014    |  |  |  |  |  |  |  |  |
| Jeux olympiques d'hiver       |         |         |         |         |         |         |  |  |  |  |  |  |  |  |
| Championnats du monde         |         |         |         | 12e     |         |         |  |  |  |  |  |  |  |  |
| Championnats d'Europe         |         |         |         | 9e      |         |         |  |  |  |  |  |  |  |  |
| Championnats de France        | 6e      | 4e      | 1re     | 1re     | F       | F       |  |  |  |  |  |  |  |  |
| Championnats du monde juniors |         |         | 11e     |         |         |         |  |  |  |  |  |  |  |  |
|                               |         |         |         |         |         |         |  |  |  |  |  |  |  |  |
| Grand Prix ISU                | 2008/09 | 2009/10 | 2010/11 | 2011/12 | 2012/13 | 2013/14 |  |  |  |  |  |  |  |  |
| Coupe de Chine                |         |         |         |         | F       |         |  |  |  |  |  |  |  |  |
| Trophée de France             |         |         |         | 8e      | F       |         |  |  |  |  |  |  |  |  |
| Légende : F= Forfait          |         |         |         |         |         |         |  |  |  |  |  |  |  |  |